# Regalecidae
Regalecidae é uma família de peixes da ordem dos Lampriformes.

## Géneros
- Agrostichthys
  - Agrostichthys parkeri
- Regalecus
  - Regalecus glesne
  - Regalecus kinoi
  - Regalecus russelli